# Maria Leyow
Maria Leyow (* um 1960) ist eine jamaikanische Badmintonspielerin.

## Karriere
Maria Leyow wurde 1977 erstmals nationale Meisterin in Jamaika. Vier weitere Titelgewinne folgten bis 1987. 1990 siegte sie bei den Zentralamerika- und Karibikspielen. Bei der Panamerikameisterschaft 1991 belegte sie Rang zwei im Mixed und Rang drei im Damendoppel. 1990 und 1994 startete sie bei den Commonwealth Games.

## Sportliche Erfolge
| Saison | Veranstaltung                     | Disziplin   | Platz | Name                             |
| ------ | --------------------------------- | ----------- | ----- | -------------------------------- |
| 1977   | Jamaikanische Meisterschaft       | Mixed       | 1     | George Hugh / Maria Leyow        |
| 1979   | Carebaco-Meisterschaft            | Damendoppel | 1     | Carol Leyow / Maria Leyow        |
| 1979   | Carebaco-Meisterschaft            | Mixed       | 1     | George Hugh / Maria Leyow        |
| 1980   | Carebaco-Meisterschaft            | Damendoppel | 1     | Carol Leyow / Maria Leyow        |
| 1980   | Carebaco-Meisterschaft            | Mixed       | 1     | Dudley Chen / Maria Leyow        |
| 1980   | Jamaikanische Meisterschaft       | Mixed       | 1     | George Hugh / Maria Leyow        |
| 1980   | Jamaikanische Meisterschaft       | Damendoppel | 1     | Carol Leyow / Maria Leyow        |
| 1981   | Carebaco-Meisterschaft            | Dameneinzel | 1     | Maria Leyow                      |
| 1981   | Carebaco-Meisterschaft            | Damendoppel | 1     | Anette Leyow / Maria Leyow       |
| 1981   | Carebaco-Meisterschaft            | Mixed       | 1     | George Hugh / Maria Leyow        |
| 1981   | Jamaikanische Meisterschaft       | Dameneinzel | 1     | Maria Leyow                      |
| 1982   | Carebaco-Meisterschaft            | Dameneinzel | 1     | Maria Leyow                      |
| 1982   | Carebaco-Meisterschaft            | Damendoppel | 1     | Carol Leyow / Maria Leyow        |
| 1982   | Carebaco-Meisterschaft            | Mixed       | 1     | George Hugh / Maria Leyow        |
| 1984   | Carebaco-Meisterschaft            | Mixed       | 1     | Sammy Leyow / Maria Leyow        |
| 1986   | Jamaikanische Meisterschaft       | Damendoppel | 1     | Carol Leyow Jones / Maria Leyow  |
| 1987   | Carebaco-Meisterschaft            | Mixed       | 1     | Robert Richards / Maria Leyow    |
| 1987   | Jamaikanische Meisterschaft       | Dameneinzel | 1     | Maria Leyow                      |
| 1990   | Zentralamerika- und Karibikspiele | Mixed       | 1     | Robert Richards / Maria Leyow    |
| 1990   | Zentralamerika- und Karibikspiele | Damendoppel | 1     | Maria Leyow / Terry Leyow-Walker |
| 1990   | Zentralamerika- und Karibikspiele | Dameneinzel | 3     | Maria Leyow                      |
| 1992   | Carebaco-Meisterschaft            | Damendoppel | 1     | Maria Leyow / Terry Leyow-Walker |
| 1992   | Carebaco-Meisterschaft            | Mixed       | 1     | Robert Richard / Maria Leyow     |